# توازن صفري
توازن صفري (بالإنجليزية: Zero balancing)‏ هو نوع من العلاج اليدوي ابتكره طبيب تقويم العظام الأمريكي فريدريك «فريتز» سميث في السبعينيات. بالاعتماد على مبادئ طب العظام والطب الصيني والتكامل الهيكلي، اقترح سميث أن مجال الطاقة داخل جسم الإنسان يمكن أن يتأثر بالتلاعب اليدوي، وبالتالي جلب الفوائد الصحية. تعلم الممارسة أن تيارات الطاقة مخزنة داخل الهيكل العظمي البشري، وأن هذه التيارات تؤثر على الصحة الجسدية والعقلية.
وفقًا لمقال نُشر في الطب القائم على العلم، فإن التوازن الصفري هو علم زائف. كاتب المقال والمحامي جان بيلامي يضع صفرًا من التوازن بين العديد من الممارسات القائمة على الحيوية الموجودة ضمن «الوفرة من الدجل» للعلاج بالتدليك. يكتب بيلامي أن الجمهور في الولايات المتحدة الأمريكية لا يتمتع بالحماية الكافية من مثل هذه الممارسات بسبب عدم وجود رقابة مستقلة. بدلاً من ذلك، يتم تنفيذ التنظيم ضمن نظام «الحلقة المغلقة» من قبل المنظمات التي تركز على التدليك.

## وصف
وفقًا لفريدريك سميث، مؤسس شركة صفر موازنة،
يُعلم التوازن الصفري أن أعمق تيارات الطاقة موجودة في العظام، وأن الذاكرة يمكن الاحتفاظ بها في الأنسجة، وأن مجالات الطاقة في الجسم تكمن وراء العقل والجسم والعواطف، وأن الاختلالات في هذا المجال تسبق علم الأمراض.
تقول جمعية الصحة غير المتوازنة أن التوازن الصفري «يستخدم اللمسة الماهرة لمعالجة العلاقة بين الطاقة وهياكل الجسم».

## تاريخ
فريتز سميث، مؤسس لعبة التوازن الصفري
ولد فريتز سميث عام 1929، وتلقى تدريبه وحصل على ترخيص كطبيب وجراح في تقويم العظام عام 1955، وحصل على دكتوراه في الطب عام 1961 في ولاية كاليفورنيا.
خلال أواخر الستينيات من القرن الماضي، درس سميث مع العديد من المعلمين في معهد ازلين في كاليفورنيا الشمالية، من بينهم ايدا بولين رولف، مؤسس رولفينج للتكامل الهيكلي وجي آر ورسلي، مؤسس كلية الوخز بالإبر الصينية التقليدية في لندن، إنجلترا. تحت حكم ورسلي، أصبح سميث أول أمريكي يحصل على دبلوم الوخز بالإبر من كلية الوخز بالإبر الصينية التقليدية في لندن، في عام 1972. درس أيضًا مع سوامي موكتاناندا، مؤسس يوجا سيدها.
بدأ سميث في دمج مبادئ الطب الصيني التقليدي مع تدريبه على تقويم العظام والتكامل الهيكلي. قاده ذلك إلى تطوير نظام العلاج باللمس اليدوي للموازنة الصفرية في أوائل السبعينيات. جاء الاسم عندما وصف أحد الأشخاص الذين تلقوا عمله شعورهم بعد التجربة بأنه «أشعر بالتوازن الجيد، كأنني صفر؛ غير متوازن.»
ألّف سميث العديد من المقالات وكتابين، الجسور الداخلية: دليل لحركة الطاقة وبنية الجسم وكيمياء اللمس: التحرك نحو الإتقان من خلال عدسة التوازن الصفري.

## تمرين

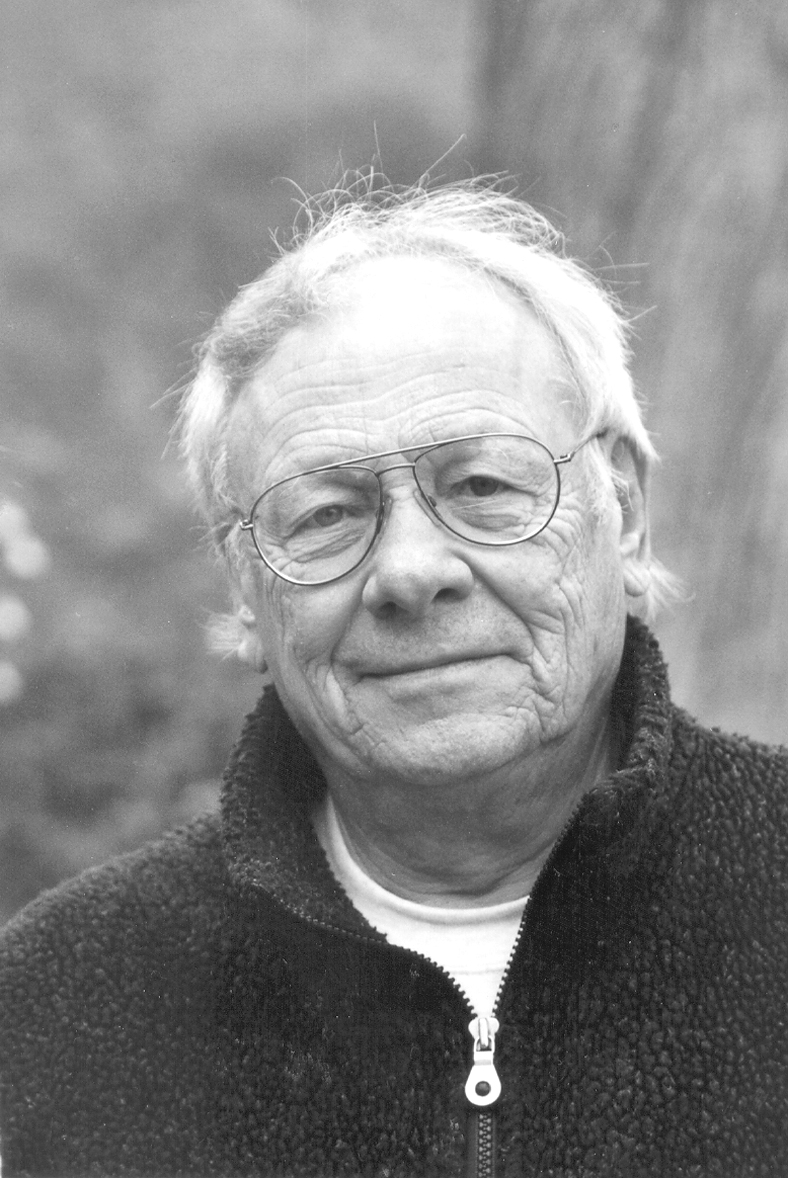
فريتز سميث، مؤسس لعبة التوازن الصفري

يستغرق الحصول على شهادة الموازنة الصفرية حوالي عامين. برنامج شهادة الموازنة الصفرية عبارة عن برنامج تعليمي مستمر احترافي يوفر تقديرًا للمهارات عالية المستوى والخبرة في العمل مع بنية الجسم والطاقة من خلال اللمس. يُطلب من الطلاب إكمال 100 ساعة من الدورات التدريبية مع خيارات لاختيار ردود الفعل بلمسة واحدة وأنشطة التوجيه. يشمل المسار إلى التعلم موازنة صفرية: الدراسة الصفّية للمعلومات المتعلقة بالطاقة والبنية، والتعليم في علم التشريح وعلم وظائف الأعضاء النشطين، وتعلم العمل مباشرة مع الطاقة من خلال اللمس، وتعلم البروتوكول الخاص بأداء جلسة موازنة صفرية. ويشمل أيضًا إعطاء جلسات موازنة صفرية وتلقيها، والحصول على تعليقات من ممارسين ذوي خبرة، و(إذا كان في برنامج الشهادة) وجود مرشد شخصي للمساعدة في توجيه الدراسة. اعتبارًا من عام 2009 كان هناك حوالي 700 ممارس.

## انظر أيضًا

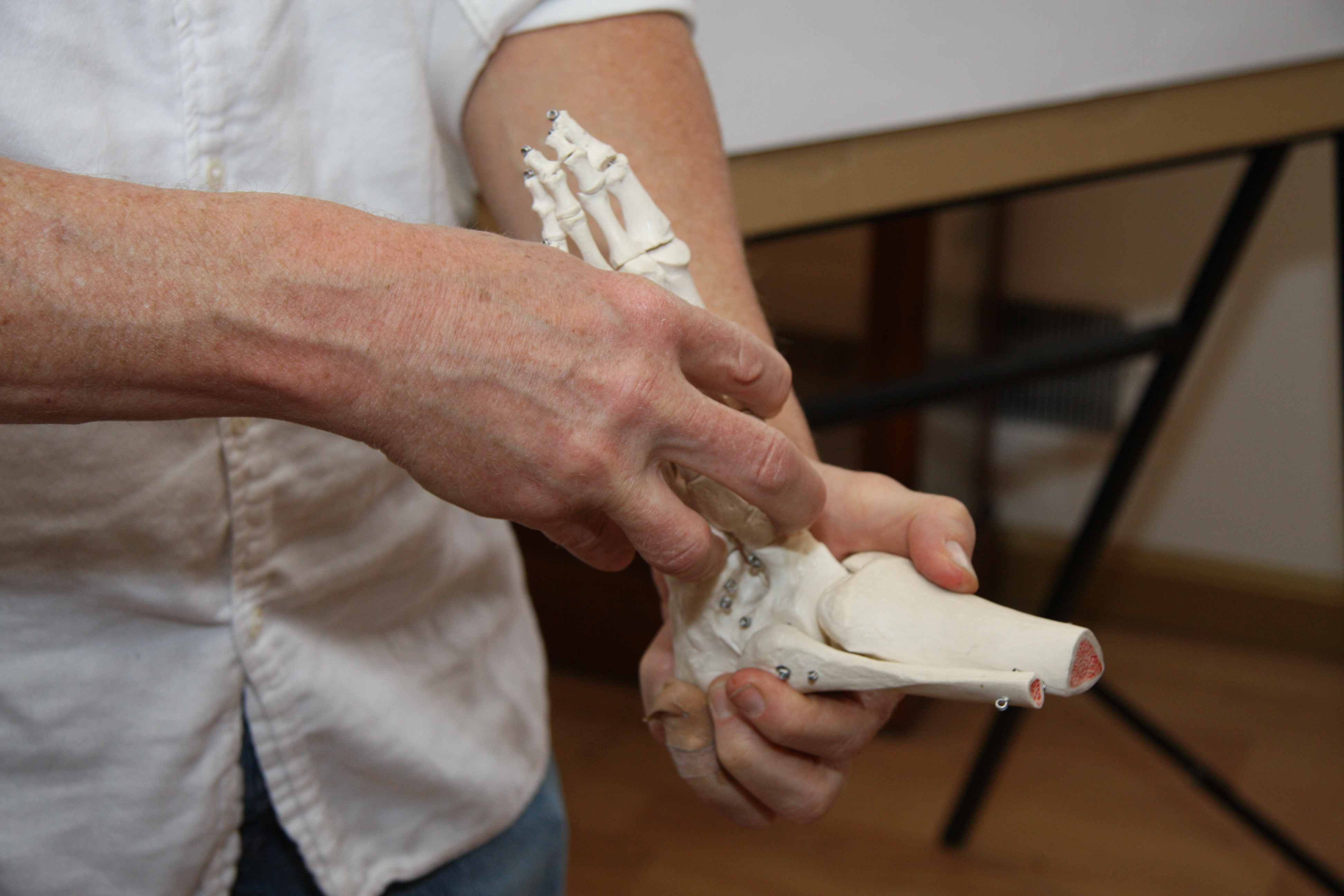
صورة تعليمية توضح العنصر المشترك مع عمل موازنة صفرية على عظام القدمين